# كوجي يوسا
كوجي يوسا (遊佐浩二 يوسا كوجي) هو مؤدي أصوات ياباني ولد في 12 أغسطس 1968 في كيوتو.

## أدواره في الأنمي

### مسلسلات أنمي تلفزيونية
- سونيك X - القنفذ شادو
- إيرغو بروكسي - فنسنت لو
- الخادم الأسود - لاو
- الخادم الأسود 2 - لاو
- الخادم الأسود Book of Circus - لاو
- ترانسفورمرز إينرجون - ديموليشر
- بليتش - إيتشيمارو غين
- كلايمور - أيسلي
- المتحري العفريت نيورو نوغامي - إيشي ساسازوكا
- أماتسكي - كون شينونومي
- شورا نو توكي - موتسو تاكاتو
- آيشيلد 21 - روي هاباشيرا
- هيكارو نو غو - أستاذ شيراكاوا
- عدن الشرق - جينتارو تسوجي
- عندما تبكي النوارس - جوزا أماكوسا
- حضانة هانامارو - هانامارو
- هاكوؤكي - هارادا سانوسكي
- هاكوؤكي: الدم الأزرق - هارادا سانوسكي
- اختطاف الذئب - شونيتشيرو ساكاكي
- حفيد نوراريهيون - نوراريهيون (أيام الشباب)
- حفيد نوراريهيون: عاصمة العفاريت - نوراريهيون (أيام الشباب)
- المتحري الروحي ياكومو - إييتشي كينوشيتا
- الإكسورسيست الأزرق - رينزو شيما
- غوسيك - ألان
- يوغي GX - أتيكوس رودز
- تايغر آند باني - يوري بيتروف/لوناتيك
- البدلة المتنقلة جاندام إيج - أوبرايت لوراين
- غاتشامان كراودز - كويتشي أوميدا
- كارنفال - تسوكيتاتشي
- فالفريف الثوري - السيناتور فيغارو
- سورد آرت أونلاين - كراديل
- يواموشي بيدال - أكيرا ميدوسوجي
- يواموشي بيدال GRANDE ROAD - أكيرا ميدوسوجي
- يواموشي بيدال NEW GENERATION - أكيرا ميدوسوجي
- يواموشي بيدال GLORY LINE - أكيرا ميدوسوجي
- التلميذ المتخلف في ثانوية السحر - جاو غونكين
- البؤساء: الفتاة كوزيت - مونبارناس
- طوكيو غول - تاتارا
- طوكيو غول A√ - تاتارا
- تيرافورمارز - أدولف راينهارت
- وورلد بريك السيف المقدس - تادانوري أوروشيبارا
- ووركينغ!!! - تورو مينيغيشي
- أمراء الغناء: ماجي لاف 1000% - ريويا هيوغا
- أمراء الغناء: ماجي لاف 2000% - ريويا هيوغا
- أمراء الغناء: ماجي لاف ريفولوشنز - ريويا هيوغا
- يونغ بلاك جاك - يابو
- أنا ساكاموتو - 8823
- بوكيمون - دريك
- موب سايكو 100 - شينجي كامورو
- نادي ثانوية الوسيمين للدفاع عن الأرض LOVE! - موتيو كوروتوري
- أكا: قسم التفتيش الخاص بالقطاع 13 - ليليوم
- فيت/أبوكريفا - لانسر الأحمر
- عديمة الموهبة نانا  - تاتشيبانا جين

### أوفا أنمي
- سينت سيا: ذا لوست كانفاس - سكوربيو غالديا
- الخادم الأسود Book of Murder - لاو

### أفلام أنمي
- سلسلة أفلام حدود الفراغ
  - حدود الفراغ: الفصل الخامس «لولب التناقض» - كورنيليوس ألبا
- عدن الشرق: الفيلم الأول: The King of Eden - جينتارو تسوجي
- عدن الشرق: الفيلم الثاني: Paradise Lost - جينتارو تسوجي
- فيلم البدلة المتنقلة جاندام 00: أ ويكينينج أوف ذا تريلبليزر - ضابط مهندس
- فيلم يواموشي بيدال - أكيرا ميدوسوجي

## أدواره في ألعاب الفيديو
- سلسلة ألعاب القنفذ سونيك (2001-الوقت الحالي) – القنفذ شادو
  - سونيك أدفنشر 2
  - سونيك هيروز
  - القنفذ شادو
  - القنفذ سونيك (لعبة فيديو 2006)
  - سونيك أند ذا بلاك نايت -  القنفذ شادو (السير لانسلوت)
  - سونيك جينيريشنز
  - سونيك فورسز
  - سونيك إكس شادو جينيريشنز
- تيلز أوف إكسيليا 2 - ريدو
- مغامرة جوجو الغريبة: أول ستار باتل - نورياكي كاكيوين
- نير - نير الراشد
- فيت/إكستيلا: ذي أمبرال ستار - كارنا

## أدواره في الدبلجة اليابانية
- ترانسفورمرز أنيميتد - براول
- فتيات القوة - ديك هاردلي

## وصلات خارجية
- كوجي يوسا على موقع IMDb (الإنجليزية)
- كوجي يوسا على موقع ميوزك برينز (الإنجليزية)
- كوجي يوسا على موقع قاعدة بيانات الفيلم (الإنجليزية)
- كوجي يوسا على موقع ANN person (الإنجليزية)